# Сипичано (Витербо)
Сипичано је насеље у Италији у округу Витербо, региону Лацио.
Према процени из 2011. у насељу је живело 667 становника. Насеље се налази на надморској висини од 170 м.